# Appuntamento al cinema
Appuntamento al Cinema (en español, Cita en el Cine) es un programa de información cinematográfica televisiva emitido por las cadenas Rai desde 1981 y creado en colaboración con ANICA, Asociación Nacional de Industrias Cinematográficas Audiovisuales y Digitales de Italia. El programa consta de una serie de trailers de nuevas películas proyectadas en los cines italianos.

## Cabeceras
Desde la primera emisión, el 20 de septiembre de 1981, hasta el 5 de marzo de 1987, tuvo como cabecera, las imágenes de La Ciudad de las Mujeres de Federico Fellini, estrenada el año anterior con un extracto del tema musical Part II de Cantos Magnéticos de Jean-Michel Jarre.
La segunda cabecera, entre el 5 de marzo de 1987 y el 31 de diciembre de 2010, fue realizada por Computer Graphics Europe, por el realizador gráfico Enzo Sferra, en tres versiones, con la banda sonora de Tony Carnevale y el saxofón de Massimo Quattrini.
Desde el 1° de enero de 2011, una tercera cabecera tomó el relevo, creado en 3D por el estudio Brainframes con música de Pietro Freddi que al final retoma un fragmento muy breve del tema anterior.

## Sitio Web
Desde mediados de la década del 2000, el programa crea su propio sitio web, con el fin de consultar las películas italianas, europeas y mundiales en exhibición en salas italianas.

## Emisión por la RAI
En 1981, se emite por Rai 1, Rai 2 y Rai 3. Desde 2011, también se emiten por Rai 4, Rai 5, Rai Movie, Rai Premium, Rai Yoyo y Rai Gulp.